# Acacia campoptila
Acacia campoptila är en ärtväxtart som beskrevs av Georg August Schweinfurth. Acacia campoptila ingår i släktet akacior, och familjen ärtväxter. Inga underarter finns listade i Catalogue of Life.